# Juni Gal·lió
Juni Gal·lió (en llatí Junius Gallio) va ser un retòric romà contemporani i amic de Marc Anneu Sèneca, del qual va adoptar al seu fill. Formava part de la gens Júnia.
Era senador i va fer una proposta al senat a favor dels pretorians, demanat que quan es retiressin del servei poguessin tenir seients reservats al teatre. Tiberi, que sospitava que demanava això només per guanyar-se els favors dels militars, va sospitar d'ell. Primer el va fer expulsar del senat i més tard el va enviar a l'exili a Lesbos. Però l'emperador, pensant que a l'illa grega hi havia massa tranquil·litat, el va fer retornar a Roma on el va mantenir sota custòdia a casa d'un magistrat. Va ser executat per ordre de Neró segons Dió Cassi. En la seva joventut va ser amic d'Ovidi, i en una ocasió va defensar Bàtil d'Alexandria, un protegit de Mecenàs. Sembla que no va ser gaire bon orador, però va publicar almenys una obra sobre retòrica que s'ha perdut. Un Gallio va ser procònsol d'Acaia, però no se sap si era la mateixa persona.